# موریری
موریری (نام علمی: Mouriri) نام یک سرده از راسته موردسانان است که در برزیل، بولیوی، پرو، اکوادور و ونزوئلا یافت می‌گردد. گیاهی همیشه سبز است.